# Stichting De Ondergrondse Kerk
Stichting De Ondergrondse Kerk SDOK is een interkerkelijke, christelijke organisatie die zich inzet voor vervolgde christenen. Daarnaast wil SDOK christenen in eigen land in verbinding brengen met vervolgde christenen wereldwijd. 
Grondlegger van het werk van SDOK, dat in 1966 begon, is de Roemeense predikant Richard Wurmbrand. Hij bracht vanwege zijn geloof veertien jaar in communistische gevangenissen door. 
In 1965 verlieten Richard en zijn vrouw Sabina Roemenië en begonnen met internationale spreekbeurten waarin ze de mensen bekend maakten met de wreedheden die begaan werden tegen christenen in communistische landen. Als gevolg hiervan zijn SDOK en haar zusterorganisaties ontstaan. Wurmbrand was hier tot op hoge leeftijd nauw bij betrokken.In de jaren zeventig en tachtig van de twintigste eeuw was het werkgebied van SDOK met name de communistische landen in Oost-Europa en de Sovjet-Unie. Na de val van het communisme eind jaren tachtig werd de blik gericht op andere landen en gebieden in de wereld waar sprake was van toename van christenvervolging.
SDOK is een onderdeel van de internationale organisatie International Christian Association (ICA), die in meer dan 50 landen vertegenwoordigd is.